# Gephyromantis malagasius
Gephyromantis malagasius är en groddjursart som först beskrevs av Paul Ayshford Methuen och Hewitt 1913.  Gephyromantis malagasius ingår i släktet Gephyromantis och familjen Mantellidae. IUCN kategoriserar arten globalt som livskraftig. Inga underarter finns listade i Catalogue of Life.